# Tretoprion astae
Tretoprion astae är en ringmaskart som beskrevs av Hints 1999. Tretoprion astae ingår i släktet Tretoprion och familjen Tretoprionidae. Inga underarter finns listade i Catalogue of Life.